# Pré-Alpes Cárnicos
Os Pré-Alpes Cárnicos (em italiano:  Prealpi Carniche, são uma cordilheira dos Alpes que se encontram nas regiões de Friul-Veneza Júlia e do Vêneto na Itália. O ponto mais alto é o  Cima dei Preti com 2.703 m.

## Localização
Os Pré-Alpes Cárnicos estão rodeados a Norte  pelo Alpes Cárnicos, a Este com os Pré-Alpes Julianos, a Sudeste com o  Vale Padana, a Sul e Sudoeste com os Pré-Alpes de Belluno, e a  Oeste com as Dolomitas de Zoldo.

## SOIUSA
A Subdivisão Orográfica Internacional Unificada do Sistema Alpesno (SOIUSA) dividiu em 2005 os Alpes em duas grandesPartes: Alpes Ocidentais e Alpes Orientais, separados pela linha formada pelo  Rio Reno - Passo de Spluga - Lago de Como - Lago de Lecco.
A secção alpina dos Alpes Cárnicos e de Gail é formada pelos Alpes Cárnicos, os Alpes de Gail e os Pré-Alpes Cárnicos.

### Classificação  SOIUSA
Segundo a SOIUSA este acidente geográfico tem as seguintes características:
- Parte = Alpes Orientais
- Grande sector alpino = Alpes Orientais-Sul
- Secção alpina = Alpes Cárnicos e de Gail
- Sub-secção alpina = Pré-Alpes Cárnicos
- Código = II/C-33.III

## Imagens

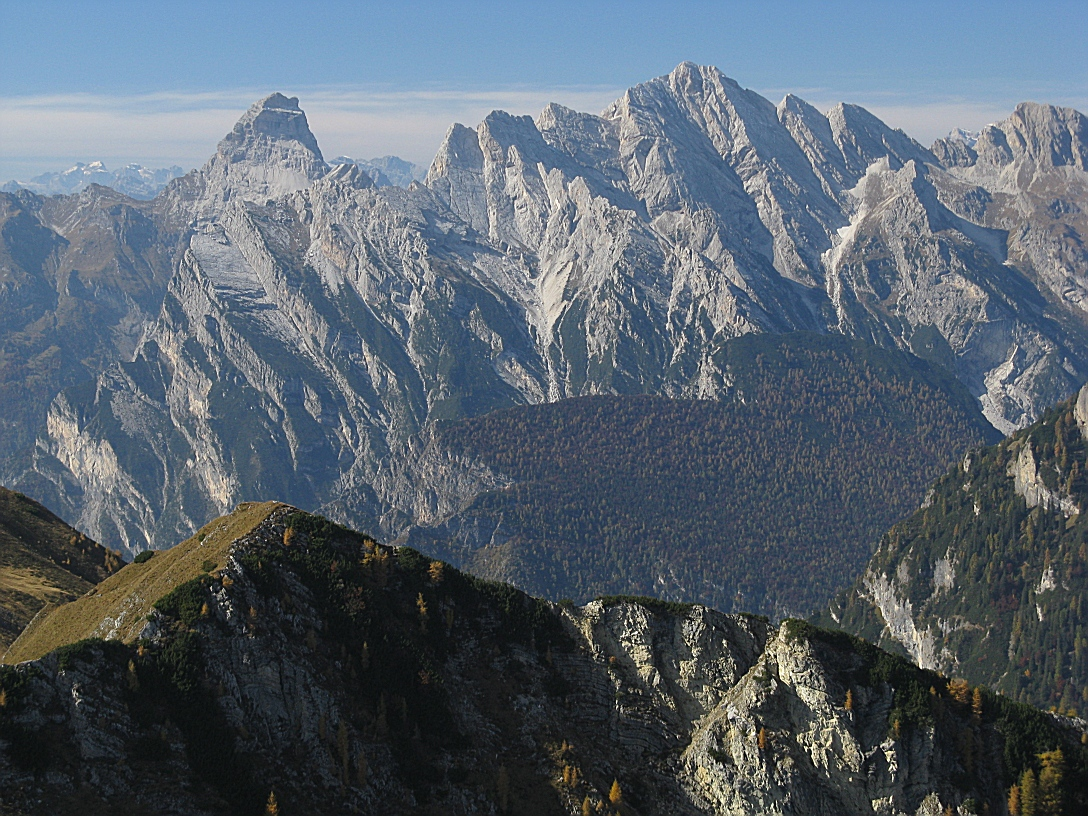
O Cima dei Preti'